# Obergessertshausen
Obergessertshausen ist ein Ortsteil der Gemeinde Aichen im schwäbischen Landkreis Günzburg (Bayern). 

## Lage
Das Pfarrdorf ist über die Staatsstraße 2027 zu erreichen nd liegt etwa zwei Kilometer südlich der Ortsmitte von Aichen.

## Geschichte
Obergessertshausen gehörte 1251 zur Herrschaft Seifriedsberg.
Am 1. Januar 1976 schlossen sich Memmenhausen und Obergessertshausen zur neuen Gemeinde Aichen zusammen.

## Sehenswürdigkeiten

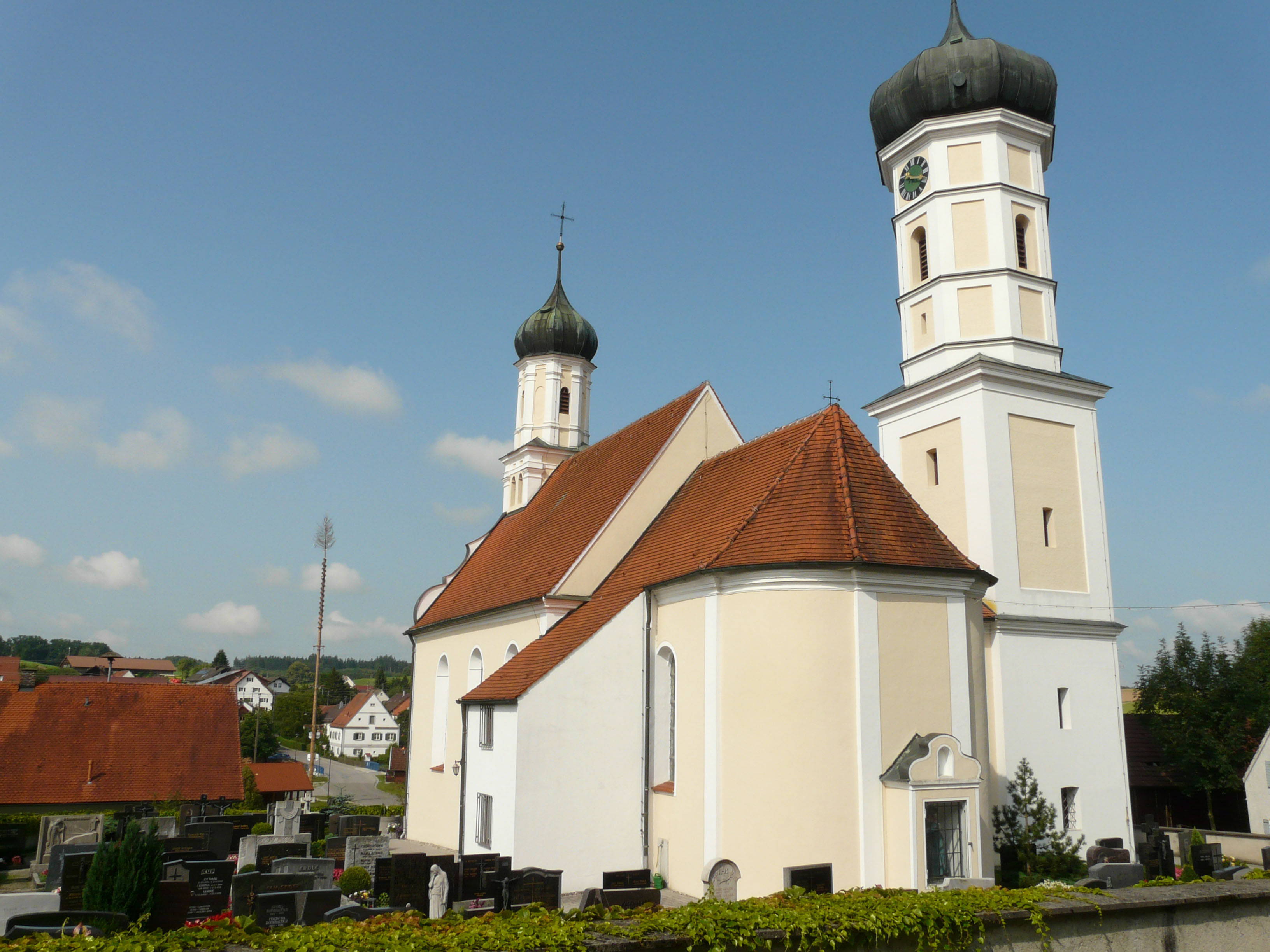
Kirche St. Peter und Paul

Siehe auch: Liste der Baudenkmäler in Aichen#Obergessertshausen
- Katholische Pfarrkirche St. Peter und Paul
- Pfarrhaus

## Bodendenkmäler
Siehe: Liste der Bodendenkmäler in Aichen

## Persönlichkeiten
- August Brecheisen (1927–2005), römisch-katholischer Ordenspriester der Salesianer Don Boscos